# Benamocarra
Benamocarra é um município da Espanha na província de Málaga, comunidade autónoma da Andaluzia, de área 6 km² com população de 3007 habitantes (2007) e densidade populacional de 501,17 hab./km².

## Demografia
| Variação demográfica do município entre 1991 e 2004 | Variação demográfica do município entre 1991 e 2004 | Variação demográfica do município entre 1991 e 2004 | Variação demográfica do município entre 1991 e 2004 |
| --------------------------------------------------- | --------------------------------------------------- | --------------------------------------------------- | --------------------------------------------------- |
| 1991                                                | 1996                                                | 2001                                                | 2004                                                |
| 2789                                                | 2779                                                | 2825                                                | 2881                                                |